# Tagum

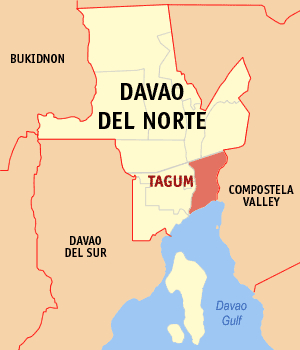
Tagums läge i Davao del Norte

Tagum (officiellt City of Tagum) är en stad på ön Mindanao i Filippinerna. Den är administrativ huvudort för provinsen Davao del Norte i Davaoregionen och har 179 531 invånare (folkräkning 1 maj 2000).
Staden är indelad i 23 smådistrikt, barangayer, varav 17 är klassificerade som landsbygdsdistrikt och 6 som tätortsdistrikt.